# Rockstarz
Rockstarz é o segundo compacto do álbum Love is War da banda estoniana Vanilla Ninja.

## Desempenho nas paradas musicais
| Parada                  | Melhor posição |
| ----------------------- | -------------- |
| Germany Singles Top 100 | 86             |